# Славата, Адам Павел
Адам Павел Славата из Хлума и Кошумберка (чеш. Adam Pavel Slavata z Chlumu a Košumberka; 1601 — 2 июля 1657, Нова-Быстрице, Чешское королевство) — чешский аристократ и крупный землевладелец, сын Вилема Славаты.

## Биография
Адам Павел Славата родился в 1601 году и стал старшим из двух сыновей в семье Вилема Славаты и Луции Отилии из Градца. В 1626 году он женился на Марии Маргарите фон Эггенберг, дочери Ганса Ульриха фон Эггенберга, герцога Крумловского, но через пять лет этот брак был расторгнут. Славата больше не женился и посвятил свою жизнь благоустройству обширных владений, унаследованных в 1632 году от матери. Он умер в 1657 году. Согласно семейному обычаю, Адама Павла похоронили в Йиндржихув-Градеце, но позже появились слухи, что своё сердце он завещал тайно похоронить в Нова-Быстрице, своём любимом поместье. Это подтвердилось в 1997 году, когда сердце Славаты, помещённое в деревянный ящик, было найдено в стене церкви святых Петра и Павла.
Поскольку Адам Павел умер бездетным, все его владения перешли к племяннику — сыну Яхима Ольдржиха Славаты Фердинанду Вилему.